# Лемборк
Лемборк (пољ. Lębork) град је у Пољској у Војводству поморском. По подацима из 2012. године број становника у месту је био 35 588.

## Становништво
| 2012.  |
| ------ |
| 35 588 |

## Партнерски градови
- Гумерсбах
- Диделанж